# Callosides
Callosides är ett släkte av skalbaggar. Callosides ingår i familjen Hybosoridae.
Kladogram enligt Catalogue of Life:
| Callosides | \| \| Callosides bartolozzii \| \| \| \| \| \| Callosides campbelli \| \| \| \| \| \| Callosides genieri \| \| \| \| |
|            | \| \| Callosides bartolozzii \| \| \| \| \| \| Callosides campbelli \| \| \| \| \| \| Callosides genieri \| \| \| \| |
|            | Callosides bartolozzii                                                                                               |
|            | |
|            | Callosides campbelli                                                                                                 |
|            | |
|            | Callosides genieri                                                                                                   |
|            | |